# Qamaran wa Zaytouna
Qamaran wa Zaytouna (título original árabe : 'قمران وزيتونة,' qumran wazaytuna) es una película siria, biográfica e histórica, producida por General Organization Cinema in Syria; dirigida y guionada por el director Abdellatif Abdelhamid, en 2001, y 90 min de duración.
Esa película del director cinematográfico Abdel Latif Abdel Hamid, pareciera ser una secuela, para su trío que comenzó con la película Liali Iben Awa (Noches de chacal) a mediados de los años ochenta, seguida por Rasael Shafawiyya (Mensajes orales) a principios de los noventa. Se puede advertir, que en las tres películas, el director regresa, y cuenta el entorno rural en los años sesenta del siglo pasado; y, busca con la ayuda del dialecto costero, un dialecto satírico que se adapta a la historia que cuenta. En general, existe un vínculo estrecho entre las tres películas representadas por una relación de amor que no se completa. Lo que es notabilísimo en la película, es el franco y claro optimismo en el mundo de la pobreza, la privación, el frío y la violencia, en la que viven los niños pequeños. La trama fluye con humanidad, permitiendo muchas lecturas para cada escena, ya que revela los lados humanos de las personas dentro de una realidad durísima. Sin embargo, la película implica el hermoso lenguaje cinematográfico que marca muchas de las películas de Abdelhamid.
Claramente, el filme es un símbolo de la vulnerabilidad del individuo frente al poder. El relato de Radwan de lo que sucede cuando los hombres son humillados fue demasiado audaz para los censores sirios, que rechazaron el proyecto de patrocinio estatal. Pero el director había asegurado fondos de Klaket, una compañía siria, que se había mudado a Abu Dhabi después del levantamiento, y los episodios se filmaron en Líbano.

## Trama
La historia de la película es sobre un niño con problemas psicológicos; y, un jefe de familia incapacitado debido a una herida grave sufrida en la guerra en Palestina. Son dos niños, hermano, y hermana; y, el padre completamente paralítico después de haber sido herido durante la guerra de 1948 y la madre que sufre de privación sexual y soledad, lo que la convierte en una mujer cruel que castiga severamente a su hijo porque se chupa el dedo; y, a su hija porque simpatiza con él, afeitándose los pelos completamente. El padre, comienza a cargar con criar a sus dos hijos; y, haciéndoes responsable de toda la casa. La madre, también desempeña el papel del padre, destacando formas inusuales de crueldad recubiertas con una especie de amor maternal que no puede contener durante el afeitado de su hijo; y, el cabello de su cabeza. Su hija Amira también se afeita la cabeza porque se confabuló con su hermano.

## Elenco
- Actriz Nermin Asaad juega el rol de madre;
- Actor Asaad Fidda desempeña el papel del único maestro en una escuela, constando de dos clases. Él les enseña todas las asignaturas al mismo tiempo en una amplia naturaleza. Y, este maestro cruel obliga a todos los estudiantes a traer leña y a quienes no, no se les permitirá asistir a la clase.

## Galardones
- La película fue galardonada con el Premio de plata, en el Festival Internacional de cine de Damasco.

- Festival de cine de Muscat - Mejor Director, 2001.

Es una de las pocas películas árabes que ha logrado resistir, sobre películas de diferentes países del mundo compitiendo por sus características; en el XII Festival Internacional de Cine de Damasco, lo que demuestra que la película siria confirmó que el cine árabe en general, aunque esté limitado por los recursos materiales limitados y el poder de censura, igualmente el cine sirio ha logrado varias veces en diferentes festivales, obtener primeros premios.